# Alexander de Prouville de Tracy

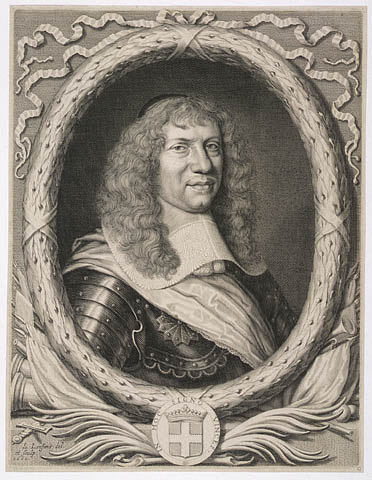
Alexander de Prouville de Tracy

Alexander de Prouville de Tracy (ur. ok. 1596 lub ok. 1603, zm. 28 kwietnia 1670 w Paryżu) – francuski dowódca wojskowy, walczący m.in. w Niemczech, Gujanie i Nowej Francji, gdzie w 1666 roku prowadził kampanie przeciwko Irokezom.